# Línea L122 (Interurbanos Madrid)
La línea L122 de la red de autobuses interurbanos de Madrid unía Getafe con Fuenlabrada.

## Características
Esta línea nocturna pertenecía a la red de buhometros adscritos a MetroSur, y funcionaba las noches de viernes, sábados y vísperas de festivos siguiendo parte del recorrido de la línea 12 de Metro de Madrid. El servicio se suprimió el 30 de junio de 2013, no siendo posible comunicar dos importantes núcleos urbanos de la periferia de Madrid en horario nocturno.
Estaba gestionada por el Consorcio Regional de Transportes de Madrid y comisionada por la empresa Avanza Interurbanos.

### Horarios de salida
| Noches de viernes, sábados y vísperas de festivo |
| A 1:20 - 2:45 - 4:05 - 5:15                      |

| Noches de viernes, sábados y vísperas de festivo |
| A 2:00 - 3:25 - 4:40                             |

## Recorrido y paradas
| Localización de la parada        | Estación de Metro correspondiente | Correspondencias | Zona | Municipio   |
| -------------------------------- | --------------------------------- | ---------------- | ---- | ----------- |
| Hospital de Fuenlabrada          | Hospital de Fuenlabrada           | 5 L123           |      | Fuenlabrada |
| Calle Francia                    | Parque Europa                     | L123             |      | Fuenlabrada |
| Calle Móstoles                   | Fuenlabrada Central               | 5 N803           |      | Fuenlabrada |
| Calle Leganés                    | --                                | 5 468 498 N803   |      | Fuenlabrada |
| Avenida de los Estados           | Parque de los Estados             | --               |      | Fuenlabrada |
| M-506                            | --                                | --               |      | Fuenlabrada |
| A-42                             | --                                | N806             |      | Getafe      |
| Avda Juan Carlos I               | --                                | N801             |      | Getafe      |
| Avda del Agua                    | Conservatorio                     | --               |      | Getafe      |
| Calle Toledo (ida)               | Alonso de Mendoza                 | L121 N801        |      | Getafe      |
| Calle Leoncio Rojas              | --                                | L121 N801        |      | Getafe      |
| Calle Juan de la Cierva (vuelta) | --                                | L121 N801 N805   |      | Getafe      |
| Avda General Palacios (vuelta)   | --                                | L121 N801 N805   |      | Getafe      |
| Calle Estación (vuelta)          | Getafe Centro                     | L121             |      | Getafe      |

NOTAS:
- En negrita, cabeceras.
- Se dejan sin servicio las estaciones de: Arroyo Culebro.
- La línea 5 es un servicio nocturno y urbano de Fuenlabrada gestionado por EMT Fuenlabrada.